# Jens Johansson
Jens Ola Johansson (Estocolmo; 2 de noviembre de 1963) es un teclista y pianista sueco de power metal. Es señalado como uno de los mejores y más influyentes teclistas shred de la historia del heavy metal tanto por su estilo neoclásico como por su ejecución a altas velocidades. Ha colaborado con importantes artistas como Yngwie Malmsteen, Dio, Sonata Arctica y Ritchie Blackmore. Desde 1996 es el teclista de la banda finlandesa Stratovarius.

## Biografía
Jens Johansson es hijo del conocido pianista de jazz sueco Jan Johansson y hermano del baterista de HammerFall Anders Johansson. Desde muy joven se interesa por la música y por la electrónica, lo que le lleva a adquirir conocimientos clásicos de teclado, que abandona debido a su inquieta personalidad, incapaz de seguir la rigidez de la enseñanza reglada. En sus comienzos se le puede ver tocando, junto con su hermano Anders, con el que después se convertiría en el gran guitarrista de jazz sueco Eric Borelius.
En 1982 se une a la banda Silver Mountain, integrada dentro de la NWOBHM y con fuertes influencias de Rainbow, donde comienza a desarrollar el teclado puramente heavy. Con ellos sólo sacaría el álbum Shakin' Brains.
Es Yngwie J. Malmsteen quien lo proyecta definitivamente al incluirlo en su famosa banda Rising Force, junto con Anders, y es en ella donde llega a demostrar todo su potencial como solista. En la memoria quedan los famosos duelos guitarra/teclado de los álbumes Rising Force, Marching Out, Trilogy y Odissey, que después se volverían tan comunes dentro del metal. El uso de super veloces arpegios, escalas clásicas y fraseos se convierten en marca de la casa en un tiempo en el que el teclado se iba introduciento tímidamente dentro del género heavy metal, totalmente dominado por las guitarras eléctricas.
Jens abandona la banda de Malmsteen en 1989 para pasar efímeramente por el álbum de Dio Lock Up The Wolves, donde su espectacular sonido pasa desapercibido, debido a su tardía inclusión y al omnipresente trabajo del joven guitarrista, y protegido de Ronnie James Dio, Rowan Robertson.
Es a partir de esta época donde comienza la etapa más creativa de los hermanos Johansson al unirse al genial bajista de jazz fusión Jonas Hellborg. Con el grabarían varios álbumes de pura experimentación Avant-Garde como Dissident o "E" acogidos fríamente en su época pero hoy muy buscados por coleccionistas. Al mismo tiempo reúnen sus talentos en un curioso proyecto llamado Johansson Brothers (o Johansson, según el álbum) en el que dan rienda suelta a su asombrosa técnica, experimentan con sonidos electrónicos, ritmos rock comerciales e improvisación en un estilo puramente jazzístico. Para estos discos se reúnen con músicos de lujo como Benny Jansson, Yngwie Malmsteen, Shawn Lane y Mike Stern (Fission), Allan Holdsworth (Heavy Machinery) y Michael Romeo (The Last Viking). Al mismo tiempo Jens publica un álbum de piano solo, y pura improvisación de una sola toma, grabado en el museo de arte de Mark Kostabi, en Nueva York, en un estilo muy cercano al de Erik Satie. Sus veloces y técnicos solos de teclado son demandados por multitud de bandas como la de Arjen Anthony Lucassen y por músicos de Shrapnel records.
En los 90 funda Heptagon Records, desde donde distribuye alguna de los grabaciones, discos de Anders Johansson en solitario, de su padre Jan Johansson, y músicos amigos como Benny Jansson y Magnus Rosen.
Parece ser que Jens realizó una audición para integrarse en Dream Theater, pero debido a que el grupo tardó mucho tiempo en tomar una decisión, terminó por unirse a Stratovarius.
Se une en 1998 como músico invitado en la banda de los hermanos Berends Mastermind, donde ha sacado varios discos de rock neoclásico y ambientación electrónica.
En 1995 pasa a formar parte integrante del grupo de Power Metal finlandés Stratovarius, donde grabó varios discos. Aparte de su trabajo en Stratovarius no se conocen proyectos actuales (más allá de las colaboraciones esporádicas) en los que esté trabajando como solista.
Actualmente, dedica a dar clases de piano/teclado.
Jens es nombrado por muchos teclistas modernos dentro del heavy metal como la mayor de sus influencias, debido a que supo interpretar como nadie el incipiente y veloz estilo neoclásico de guitarra, desarrollado por Yngwie Malmsteen, en el teclado.
Jens Ola Johansson es considerado el teclista más rápido del mundo.
En 2015 se anunció que formaría parte de la nueva alineación de Ritchie Blackmore's Rainbow para algunas presentaciones durante el verano 2016.

## Discografía

### Yngwie Malmsteen
- Rising Force (1984)
- Marching Out (1985)
- Trilogy (1986)
- Odyssey (álbum) (1988)
- Trial by Fire (1989)
- Inspiration (1996)

### Dio
- Lock up the Wolves (1990)

### Silver Mountain
- Shakin' Brains (1983)
- Breakin' Chains (2001)

### Erik Borelius
- Fantasy (1988)

### Deadline
- Dissident (1991)

### Stephen Ross
- Midnight Drive (1991)

### Anders Johansson
- Shu-Tka (1992)

### Ginger Baker
- Unseen Rain (1992)

### RAF
- Ode To A Tractor (1992)

### Shining Path
- No Other World (1992)

### Jonas Hellborg
- E(1992)

### Snake Charmer
- Smoke And Mirrors(1992)
- Backyard Boogaloo(1998)

### Dave Nerge's Bulldog
- The Return Of Mr. Nasty(1992)

### Robert Blennerhed
- Seven(1992)

### Tony MacAlpine
- Premonition (1994)

### Itä-Saksa
- Let's Kompromise (1998)

### Johansson
- The Last Viking (1999)

### Benny Jansson
- Flume Ride (1999)
- Save The World (2002)

### Mastermind
- Excelsior (1999)
- Angels Of The Apocalypse (2000)
- To The World Beyond (2004)

### Instein
- Einstein Too (2001)

### Andy West With Rama
- Rama 1 (2002)

### Star One
- Space Metal (2002)

### Aina
- Days of Rising Doom (2003)

### Sonata Arctica
- Winterheart's Guild (2003)

### Spastic Ink
Ink Compatible (2003)

### Adrián Barilari
Barilari (2003)

### Kamelot
The Black Halo (2005)

### Stratovarius
- Episode (1996)
- Visions (1997)
- The Past And Now (1997) Compilado solo en Japón
- Visions of Europe (1998) CD live
- Destiny (1998) CD y CD live
- The Chosen Ones (1999) Compilado
- Visions of Destiny (1999) DVD
- Infinite (2000)
- 14 Diamonds (2000) Compilado solo en Japón
- Infinite Visions (2000) DVD
- Intermission (2001)
- Elements, Pt. 1 (2003)
- Elements, Pt. 2 (2003)
- Stratovarius (2005)
- Black Diamond: The Anthology (2006) Compilado
- Revolution Renaissance (2007)
- Polaris (2009)
- Polaris live (2010) CD live
- Elysium (2011)
- Under Flaming Winter Skies - Live in Tampere (2012) CD live
- Under Flaming Winter Skies (Live In Tampere - The Jörg Michael Farewell Tour) (2012) DVD
- Nemesis (2013)
- Nemesis Days (2014) CD y DVD
- Eternal (2015) CD y DVD
- Best Of (2016) Compilado y CD live
- Enigma: Intermission 2 (2018)
- Survive (2022) CD y CD live

### Cain's Offering
- Stormcrow (2015)

### Ritchie Blackmore’s Rainbow
- Memories in Rock - Live in Germany (2016)

### Tributos
- Smoke on the Water *Deep Purple
- La Leyenda Continúa *Rata Blanca

### Sencillos
- Father Time (Solo en Japón) (1996)
- Will The Sun Rise? (Solo en Japón) (1996)
- Black Diamond (Solo en Japón) (1997)
- The Kiss of Judas (Solo en Japón) (1997)
- SOS (1998)
- Hunting High And Low (2000)
- It's A Mystery (Vinilo)(2000)
- A Million Light Years Away (2000)
- Eagleheart (2002)
- I Walk To My Own Song (2003)
- Maniac Dance (2005)
- Deep Unknown (2009)
- Darkest Hours (2011)
- Unbreakable (2013)
- Unbreakable (Orchestal Version) (2018)

### Videoclips
- Speed Of Light (1996)
- Black Diamond (1997)
- The Kiss Of Judas (1997)
- S.O.S (1998)
- S.O.S (live) (1999)
- Hunting High And Low (2000)
- A Million Lightyears Away (2000)
- Freedom (2000)
- Speed Of Light (live) (2001)
- Forever Free (live) (2001)
- Eagleheart (2003)
- I Walk To My Own Song (2003)
- Maniac Dance (2005)
- Last Night on Earth (2007)
- Deep Unknown (2009)
- Under Flaming Skies (2011)
- Black Diamond (live) (2012)
- Halcyons Days (2013)
- Unbreakable (2013)
- If The Story Is Over (2014)
- My Eternal Dream (2015)
- Shine in the Dark (2015)
- Shine in the Dark (Version 2) (2015)
- Until The End Of Days (2016)
- The Best Of Times (2016)
- The Anniversary Song (2017)
- My Eternal Dream (live) (2017)
- Unbreakable (Orchestral Version) (2018)
- 100 (2019)
- Survive (Lyric Video)2022)
- World On Fire (2022)
- Firefly (2022)
- Broken (2022)
- Survive (2022)